# Daisaku Ikeda
Daisaku Ikeda (池田 大作, Ikeda Daisaku) en japonés) (Tòquio, 2 de gener de 1928 - 15 de novembre de 2023) fou un filòsof budista, educador, escriptor, poeta i activista anti nuclear. Fou el president del moviment budista laic Soka Gakkai Internacional (SGI), es va dedicar a diverses activitats per la pau i l'enfortiment de les persones, i va fundar institucions culturals, educatives i d'investigació sobre la pau en tot el món.

## Biografia
Nascut a Tòquio el 1928, era el fill menor d'una família de productors d'algues marines. Va experimentar en carn pròpia la tràgica realitat de la guerra i del militarisme. Dels seus quatre germans que van ingressar al servei militar, el més gran va morir en acció. El 1947, en el caos del Japó de postguerra, el jove Ikeda va abraçar el budisme a través d'una trobada amb l'educador i pacifista Josei Tota, líder de l'organització budista laica Soka Gakkai, el qual havia estat empresonat per les seves creences durant la Segona Guerra Mundial. Tota va morir l'abril de 1958 i Ikeda el va reemplaçar com a president el maig de 1960. Des de la posició de president, va ajudar a expandir l'organització a més de cent països fora del Japó. El gener de 1975, Ikeda va ser nomenat president fundador de la Soka Gakkai Internacional. Amb els anys, Ikeda va emprendre diàlegs amb molts dels pensadors i capdavanters del món més reconeguts a la recerca de respostes viables als problemes globals; va promoure el suport de la SGI a les activitats de les Nacions Unides i va escriure àmpliament sobre gran quantitat de temes relacionats amb la pau i la condició humana. Daisaku Ikeda va tenir dos fills, Hiromasa i Takahiro, i vivia a Tòquio amb la seva esposa, Kaneko.

## Llibres
- The Human Revolution (12 volums)
- The New Human Revolution (10 volums)
- Choose Life: A Dialogue juntament amb Arnold J. Toynbee
- Dawn After Dark juntament amb René Huyghe
- Before It Is Too Late amb Aurelio Peccei
- Human Values in a changing world juntament amb Bryan Wilson
- A Lifelong Quest for Peace juntament amb Linus Pauling
- Dialogue of World Citizens juntament amb Norman Cousins
- Choose Peace amb Johan Galtung
- Planetary Citizenship juntament amb Hazel Henderson
- Moral Lesson of the Twentieth Century juntament amb Mikhaïl Gorbatxov
- A Quest for Global Peace: Rotblat and Ikeda on War, Ethics, and the Nuclear Threat juntament amb Joseph Rotblat
- Global Civilization: A Buddhist-Islamic Dialogue amb Majid Tehranian
- Toward Creating an Age of Humanism juntament amb John Kenneth Galbraith
- Dialogical Civilization juntament amb Tu Weiming
- My Recollections
- One By One
- For the Sake of Peace
- A Youthful Diary
- The Living Buddha
- Buddhism, the First Millenium
- The Flower of Chinese Buddhism
- The Wisdom of the Lotus Sutra (6 volums)
- On Peace, Life and Philosophy amb Henry Kissinger
- Revolutions: to green the environment, to grow the human heart juntament amb M.S. Swaminathan
- Unlocking the Mysteries of Birth and Death: A Buddhist View of Life
- Life: An Enigma, a Precious Jewel
- Humanity at the Crossroads juntament amb Karan Singh
- The Snow Country Prince (Infantil)
- The Cherry Tree (Infantil)
- The Princess and the Moon (Infantil)
- Over the Deep Blue Sea (Infantil)
- Kanta and the Deer (Infantil)
- The Way of Youth: Buddhist Common Sense for Handling Life's Questions (juntament amb foreword i Duncan Sheik)
- Planetary Citizenship amb Hazel Henderson
- Songs of Peace: Rendezvous with Nature (fotògraf) (Tokyo: Soka Gakkai, 2005)
- A Dialogue Between East and West: Looking to a Human Revolution amb Ricardo Diez-Hochleitner

## Curiositats
Va ser mestre de personalitats com ara Roberto Baggio, Arnold Joseph Toynbee, Linus Pauling, Wangari Maathai, Marianne Pearl, M. S. Swaminathan, Coretta Scott King, Joseph Rotblat, John Kenneth Galbraith, David Norton, Betty Williams, Ba Jin o Rosa Parks.